# Islands afstemning om alkoholforbud 1933
Islands afstemning om alkoholforbud 1933 var en folkeafstemning den 21. oktober 1933 om alkoholforbud, efter at landet indførte forbuddet i 1908.
Forbuddet blev afskaffet, med 57,7% af stemmene.

## Resultat
| Valg                          | Stemmer | %    |
| ----------------------------- | ------- | ---- |
| For                           | 15.866  | 57,7 |
| Imod                          | 11.625  | 42,3 |
| Blanke eller ugyldige stemmer | 672     | –    |
| Total                         | 28.163  | 100  |
| Berrettigede til at stemme    | 62.122  | 45,3 |
| Kilde: Nohlen & Stöver        |         |      |